# Linus Torvalds
Linus Torvalds   (Hèlsinki, 28 de desembre de 1969) Linus Benedict Torvalds (pronunciat  [ˈliːnɵs ˈtuːrvalds] (?·pàg.)) és un informàtic finès (de la minoria sueca), creador i actual mantenidor del nucli Linux. També va crear el sistema de control de versions distribuït Git.
Va ser guardonat, juntament amb Shinya Yamanaka, amb el Premi de Tecnologia del Mil·lenni 2012 de l’Acadèmia de Tecnologia de Finlàndia «en reconeixement de la seva creació d'un nou sistema operatiu de codi obert per a ordinadors que condueix al nucli Linux molt utilitzat». També ha rebut el premi IEEE Computer Society Computer Pioneer 2014 i el 2018 IEEE Masaru Ibuka Consumer Electronics Award.

## Biografia
Torvalds va néixer a Hèlsinki, Finlàndia, fill dels periodistes Anna i Nils Torvalds, net de l'estadístic Leo Törnqvist i del poeta Ole Torvalds, i besnét del periodista i soldat Toivo Karanko. Els seus pares eren radicals del campus de la Universitat de Hèlsinki a la dècada de 1960. La seva família pertany a la minoria de parla sueca a Finlàndia. Va rebre el nom de Linus Pauling, el químic nord-americà guanyador del Premi Nobel, tot i que al llibre Rebel Code: Linux and the Open Source Revolution, se'l cita dient: «Crec que em van posar el nom igualment pel personatge de dibuixos animats de Linus the Peanuts». assenyalant que això el va convertir en «un personatge de dibuixos animats meitat premi Nobel i meitat químic que porta una manta».
Torvalds va anar a la Universitat de Hèlsinki de 1988 a 1996, graduant-se amb un màster en informàtica del grup de recerca NODES. La seva carrera acadèmica es va interrompre després del seu primer any d'estudi quan es va incorporar a la Brigada de Nyland de la Marina finlandesa l'estiu de 1989, seleccionant el programa de formació d'oficials d'11 mesos per complir el servei militar obligatori de Finlàndia. Va guanyar el grau de segon tinent, amb el paper d’observador d'artilleria. Va comprar el llibre del professor d'informàtica Andrew Tanenbaum Operating Systems: Design and Implementation, en el qual Tanenbaum descriu MINIX, una versió educativa depurada d'Unix. El 1990, Torvalds va reprendre els seus estudis universitaris i va ser exposat a Unix per primera vegada en forma d'un DEC MicroVAX amb ULTRIX. La seva tesi de màster es va titular Linux: A Portable Operating System.
En la seva època d'estudiant universitari a Hèlsinki, a finals del setembre del 1991, començà la creació del nucli (o kernel) d'un sistema operatiu, ja que no podia fer front al preu dels sistemes Unix de l'època. Originalment, Linus va anomenar el seu projecte Freex (referint-se a un sistema Unix lliure, mentre que en anglès es pronunciaria igual que freaks), però finalment el va publicar amb el nom de Linux, el seu sobrenom (que prové d'una mescla entre el seu nom Linus i Unix). Linus va involucrar molta més gent a través d'un missatge electrònic que va enviar a una llista de notícies electròniques (news), que per aquella època era el màxim exponent d'Internet. Al cap de poc, la primera versió va ser millorada i ampliada per altres informàtics de tot el món, que van poder llegir el codi font de Linux i, per tant, millorar-lo.
El seu interès pels ordinadors va començar amb un VIC-20 als 11 anys l'any 1981. Va començar a programar-lo en BASIC, després accedint directament a la CPU 6502 en codi màquina (no va utilitzar llenguatge d'assemblador). Després va comprar un Sinclair QL, que va modificar àmpliament, especialment el seu sistema operatiu. "Perquè era tan difícil aconseguir programari per a això a Finlàndia", va escriure el seu propi muntador i editor "(a més de les biblioteques de gràfics Pac-Man)" per al QL, i alguns jocs. Va escriure un clon de Pac-Man, Cool Man. El 5 de gener de 1991 va comprar un clon d'IBM PC basat en Intel 80386 abans de rebre la seva còpia Minix, que al seu torn li va permetre començar a treballar a Linux.

## Linux
En l'actualitat viu a Silicon Valley i encara col·labora amb milers de persones de tot arreu, treballant per millorar i adequar als nous temps el nucli Linux, organitzant-se per correu electrònic. Linux, que és distribuït lliurement amb llicència GPL, ha estat incorporat com a part fonamental de moltes distribucions de programari.
L'any 2012 va ser guardonat amb el premi de tecnologia que atorga l'acadèmia tecnològica de Finlàndia, que alguns assimilen a un Nobel de tecnologia.
Els primers prototips de Linux es van llançar públicament a finals de 1991. La versió 1.0 es va publicar el 14 de març de 1994.
Torvalds va conèixer per primera vegada el projecte GNU l'any 1991 quan un altre estudiant d'informàtica de parla sueca, Lars Wirzenius, el va portar a la Universitat de Tecnologia per escoltar el discurs del guru del programari lliure Richard Stallman. Torvalds va utilitzar la Llicència Pública General GNU de Stallman versió 2 (GPLv2) per al seu nucli Linux.
Després d'una visita a Transmeta a finals de 1996, Torvalds va acceptar un lloc a l'empresa a Califòrnia, on va treballar des de febrer de 1997 fins a juny de 2003. Després es va traslladar als Laboratoris de desenvolupament de codi obert, que des de llavors s'ha fusionat amb el Free Standards Group per convertir-se en la Fundació Linux, sota els auspicis de la qual continua treballant. El juny de 2004, Torvalds i la seva família es van traslladar a Dunthorpe, Oregon per estar més a prop de la seu de l'OSDL a Beaverton.
De 1997 a 1999, va participar en 86open, ajudant a seleccionar el format binari estàndard per a Linux i Unix. El 1999, va ser nomenat pel MIT Technology Review TR100 com un dels 100 millors innovadors del món menors de 35 anys.
El 1999, Red Hat i VA Linux, tots dos desenvolupadors líders de programari basat en Linux, van presentar a Torvalds opcions d'accions en agraïment per la seva creació. Aquell any, ambdues empreses van sortir a borsa i el valor de les accions de Torvalds es va disparar breument fins a uns 20 milions de dòlars EUA.
La seva mascota personal és un pingüí anomenat Tux, que ha estat àmpliament adoptat per la comunitat Linux com a mascota del nucli de Linux.
Tot i que Torvalds creu que "el codi obert és l'única manera correcta de fer programari", també ha dit que utilitza la "millor eina per a la feina", fins i tot si això inclou programari propietari. Va ser criticat pel seu ús i la suposada defensa del programari propietari BitKeeper per al control de versions al nucli de Linux. Posteriorment en va escriure un reemplaçament de programari gratuït anomenat Git.
El 2008, Torvalds va declarar que va utilitzar la distribució Fedora Linux perquè tenia un suport bastant bo per a l'arquitectura del processador PowerPC, que va afavorir en aquell moment. Ho va confirmar en una entrevista del 2012. També ha publicat actualitzacions sobre la seva elecció de l'entorn d'escriptori, sovint com a resposta a les regressions de funcions percebudes.
Actualment, la Fundació Linux patrocina Torvalds perquè pugui treballar a temps complet per millorar Linux.
Torvalds és conegut per estar en desacord amb altres desenvolupadors de la llista de correu del nucli de Linux. Es diu "una persona realment desagradable", va explicar: "M'agradaria ser una persona agradable i maleir menys i animar la gent a créixer en lloc de dir-los que són idiotes. Ho sento, ho vaig intentar, simplement no em surt." La seva actitud, que considera necessària per aclarir els seus punts, ha rebut crítiques del programador d'Intel Sage Sharp i del desenvolupador de sistemes Lennart Poettering, entre d'altres.
El diumenge 16 de setembre de 2018, el codi de conflicte del nucli de Linux va ser substituït de sobte per un nou codi de conducta basat en el Pacte de col·laboradors. Poc després, a les notes de llançament per a Linux 4.19-rc4, Torvalds es va disculpar pel seu comportament, qualificant els seus atacs personals del passat de "no professionals i innecessaris" i va anunciar un «temps lliure» per «obtenir ajuda sobre com entendre» les emocions de la gent i respondre adequadament". Aviat va succeir que aquests esdeveniments van seguir després que The New Yorker s'apropés a Torvalds amb una sèrie de preguntes crítiques amb la seva conducta. Després del llançament de Linux 4.19 el 22 d'octubre de 2018, Torvalds va tornar a mantenir el nucli.

## La connexió Linus/Linux
Inicialment, Torvalds volia anomenar Freax al nucli que va desenvolupar (una combinació de "lliure", "freak" i la lletra X per indicar que era un sistema semblant a Unix), però el seu amic Ari Lemmke, que administrava el servidor FTP on es va allotjar el nucli per primera vegada, el va anomenar directori de Torvalds linux.

## Autoritat i marca registrada
A partir del 2006, aproximadament el 2% del nucli Linux va ser escrit pel mateix Torvalds. Com que milers hi han contribuït, el seu percentatge segueix sent un dels més grans. No obstant això, va dir el 2012 que la seva pròpia contribució personal ara fusiona codi escrit per altres, amb poca programació. Té la màxima autoritat per decidir quin codi nou s'incorpora al nucli estàndard de Linux.
Torvalds té la marca registrada de Linux i supervisa el seu ús, principalment a través del Linux Mark Institute.

## Un altre programari
Git
El 3 d'abril de 2005, Torvalds va començar el desenvolupament a Git, programari de control de versions que més tard es va fer servir àmpliament. El 26 de juliol de 2005, va lliurar el manteniment de Git a Junio Hamano, un dels principals col·laboradors del projecte.
Subsuperficial
Subsurface és un programari per registrar i planificar immersions, que Torvalds va començar a desenvolupar a finals de 2011. És un programari lliure i de codi obert distribuït sota els termes de la Llicència Pública General de GNU versió 2. Dirk Hohndel es va convertir en el seu responsable de manteniment a finals de 2012.

## Vida personal

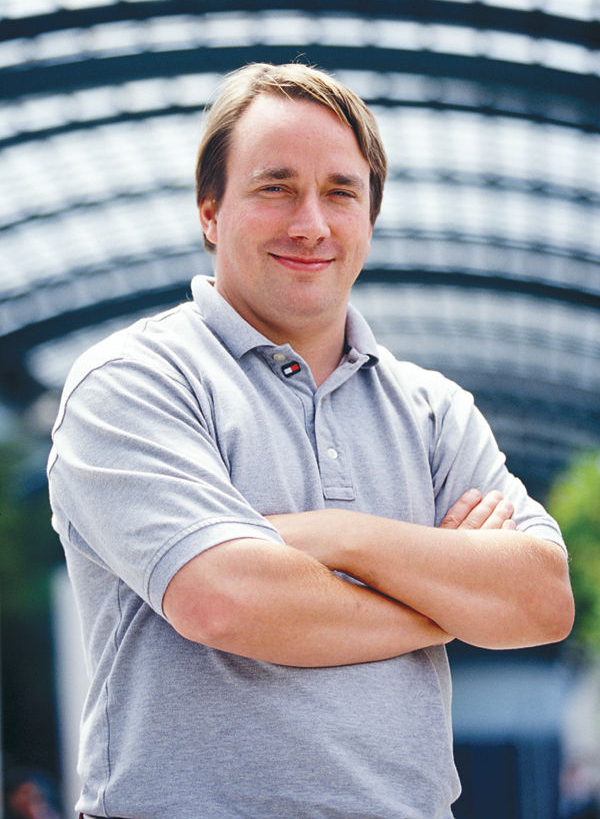
Torvalds el 2002

Torvalds està casat amb Tove Torvalds (de soltera Monni), sis vegades campiona nacional de karate finlandesa, a qui va conèixer a finals de 1993. Estava fent exercicis d'iniciació al laboratori d'informàtica per als estudiants i va demanar als assistents al curs que li enviessin un correu electrònic com a prova, al qual Tove va respondre amb un correu electrònic demanant una cita. Més tard es van casar i tenen tres filles, dues de les quals van néixer als Estats Units. La trucada al sistema de reinici del nucli de Linux accepta les seves dates de naixement (escrites en hexadecimal) com a valors màgics.
Torvalds s'ha descrit a si mateix com "completament a-religiós, ateu ", i ha afegit: "Crec que la gent sembla pensar que la religió aporta moral i apreciació de la natura. De fet, crec que els resta a tots dos. Dona a la gent l'excusa per dir: "Oh, la natura acaba de ser creada" i, per tant, es veu que l'acte de creació és una cosa miraculosa. Agraeixo el fet que, 'Wow, és increïble que alguna cosa com això hagi pogut passar en primer lloc.' Més tard va afegir que mentre a Europa la religió és sobretot una qüestió personal, als Estats Units s'ha polititzat molt. Quan va parlar del tema de la separació entre l'Església i l'Estat, va dir: "Sí, és una mica irònic que en molts països europeus hi hagi una mena de vinculació legal entre l'estat i la religió de l'estat". A "Linus the Liberator", una història sobre la conferència LinuxWorld de març, Torvalds diu: "Hi ha com dues regles d'or a la vida. Un és 'Fes als altres com vols que et facin a tu'. Per alguna raó, la gent associa això amb el cristianisme. No sóc cristià. Sóc agnòstic. L'altra regla és 'Sigues orgullós del que fas.'
El 2010, Torvalds es va convertir en ciutadà dels Estats Units i es va registrar per votar als Estats Units. A partir d'aquell any, no estava afiliat a cap partit polític nord-americà, dient: "Tinc massa orgull personal per voler estar associat amb cap d'ells, francament".
Linus va desenvolupar un interès pel submarinisme a principis dels anys 2000 i ha aconseguit nombroses certificacions, que el van portar a crear el projecte Subsurface.
| Premis i èxits | Premis i èxits                               | Premis i èxits |
| Curs           | Premi                                        | Notes |
| -------------- | -------------------------------------------- | --- |
| 2018           | IEEE Masaru Ibuka Consumer Electronics Award | El premi IEEE Masaru Ibuka d'electrònica de consum és atorgat per l'Institut d'Enginyers Elèctrics i Electrònics per les seves contribucions destacades a la tecnologia de l'electrònica de consum ha estat nomenat en honor al cofundador i president honorari de Sony Corporation, Masaru Ibuka. El premi Ibuka 2018 va ser concedit a Linus Torvalds "pel seu lideratge en el desenvolupament i la proliferació de Linux". |
| 2014           | Premi IEEE Computer Pioneer                  | El 23 d'abril de 2014, l'Institut d'Enginyers Elèctrics i Electrònics va nomenar Torvalds com a destinatari 2014 del premi Computer Pioneer de la IEEE Computer Society. El Computer Pioneer Award va ser establert l'any 1981 per la Junta de Governadors de la IEEE Computer Society per reconèixer i honrar la visió d'aquells els esforços dels quals van donar lloc a la creació i la vitalitat contínua de la indústria informàtica. El premi es lliura a persones destacades la principal contribució de les quals als conceptes i al desenvolupament de l'àmbit informàtic es va fer almenys 15 anys abans. |
| 2012           | Saló de la fama d'Internet                   | El 23 d'abril de 2012, a la conferència Global INET d'Internet Society a Ginebra, Suïssa, Torvalds va ser un dels incorporats inaugurals al Saló de la Fama d'Internet, un dels deu a la categoria d'innovadors i trenta-tres incorporats en general. |
| 2012           | Premi de Tecnologia del Mil·lenni            | El 20 d'abril de 2012, Torvalds va ser declarat un dels dos guanyadors del Millennium Technology Prize d'aquell any, juntament amb Shinya Yamanaka. L'honor es descriu àmpliament com l'equivalent tecnològic del Premi Nobel. |
| 2010           | Premi C&C                                    | Va rebre el premi C&amp;C de la NEC Corporation el 2010 per "contribucions a l'avenç de la indústria de la tecnologia de la informació, l'educació, la investigació i la millora de les nostres vides". |
| 2008           | Sala de becaris                              | El 2008, va ser incorporat al Saló de becaris del Museu d'Història de la Computació a Mountain View, Califòrnia, "per a la creació del nucli Linux i la gestió del desenvolupament de codi obert del sistema operatiu Linux àmpliament utilitzat". |
| 2005           | Premi Vollum                                 | L'agost de 2005, Torvalds va rebre el premi Vollum del Reed College. |
| 2003           | Linus (Lluna)                                | L'any 2003, el nom de l'asteroide Linus va ser motivat en part pel fet que el descobridor era un usuari entusiasta de Linux. Tot i que la proposta de nomenament feia referència al mitològic Linus, fill de la musa Calliope i inventor de la melodia i el ritme, el nom també volia honrar a Linus Torvalds i Linus van Pelt, un personatge de la historieta Peanuts. |
| 2001           | Premi Takeda                                 | El 2001, va compartir el premi Takeda per al benestar social/econòmic amb Richard Stallman i Ken Sakamura. |
| 2000           | Medalla Lovelace                             | L'any 2000, va rebre la medalla Lovelace de la British Computer Society. |
| 1998           | Premi EFF Pioneer                            | El 1998, Torvalds va rebre un EFF Pioneer Award. |
| 1997           | Honors Acadèmics                             | El 1997, Torvalds va rebre el seu màster (Grau Laudatur) del Departament d'Informàtica de la Universitat de Hèlsinki. Dos anys més tard va rebre l'estatus de doctor honoris causa a la Universitat d'Estocolm, i l'any 2000, va rebre el mateix honor de la seva alma mater. La Universitat de Hèlsinki ha batejat un auditori amb el nom de Torvalds i el seu ordinador està exposat al Departament d'Informàtica. |
| 1996           | 9793 Torvalds (asteroide)                    | El 1996, l'asteroide 9793 Torvalds va rebre el seu nom. |

## Reconeixement mediàtic

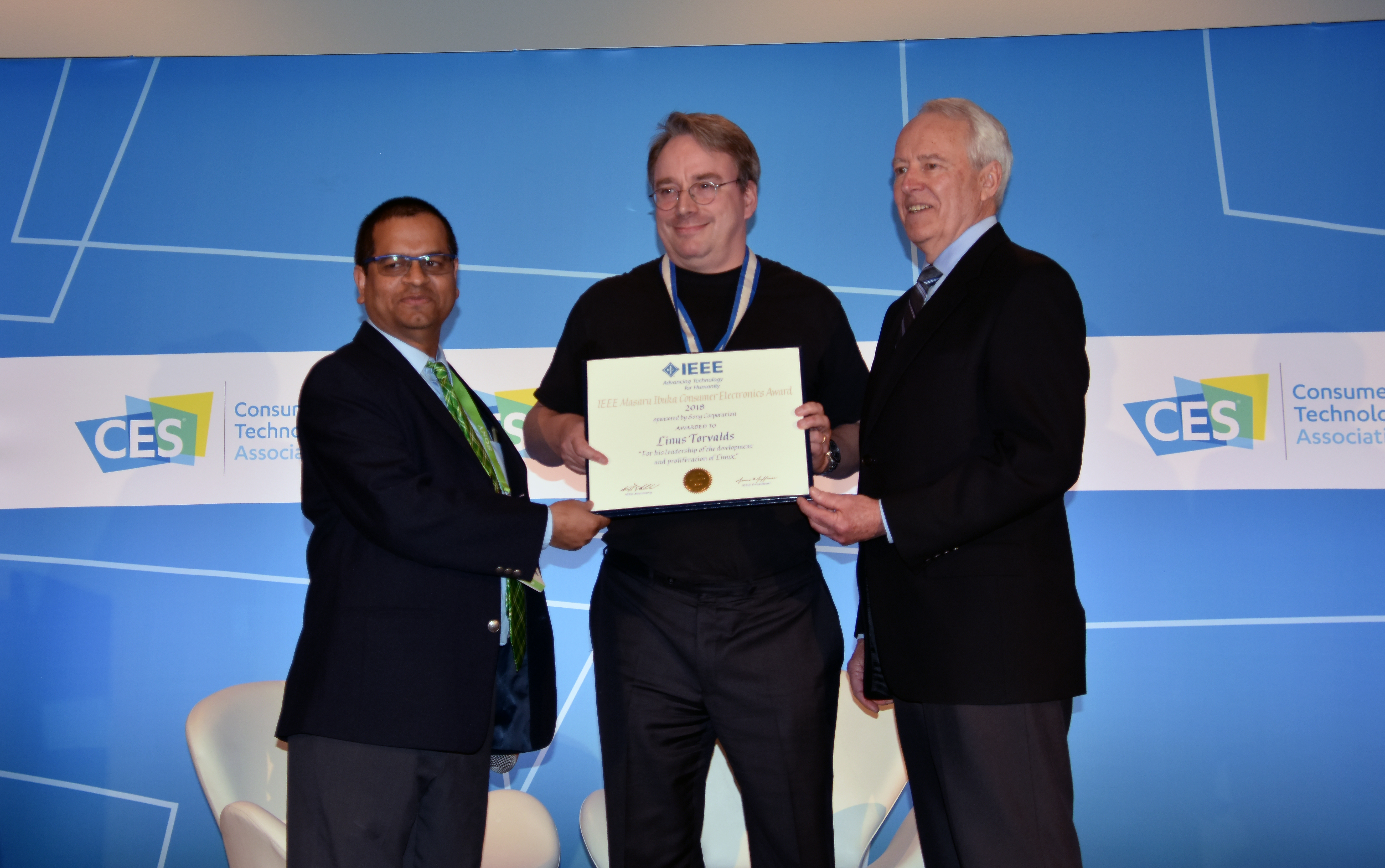
Linus Torvalds rebent el premi IEEE Masaru Ibuka d'electrònica de consum 2018 de la presidenta de la conferència ICCE 2018 Saraju P. Mohanty i el president de l'IEEE James A. Jefferies a l'ICCE 2018 el 12 de gener de 2018 a Las Vegas

La revista Time ha reconegut Torvalds diverses vegades:0
- L'any 2000, va ser el 17è en la seva enquesta Time 100: The Most Important People of the Century.

- El 2004, va ser nomenat una de les persones més influents del món per la revista Time.

- L'any 2006, l'edició Europa de la revista el va nomenar un dels herois revolucionaris dels darrers 60 anys.

InfoWorld li va lliurar el 2000 Award for Industry Achievement. El 2005, Torvalds va aparèixer com un dels "millors gestors" en una enquesta de Bloomberg BusinessWeek. El 2006, la revista Business 2.0 el va nomenar una de les "10 persones que no importen" perquè el creixement de Linux ha reduït l'impacte individual de Torvalds.
L'estiu de 2004, els espectadors de YLE (la companyia finlandesa de radiodifusió) van situar Torvalds en el lloc 16 entre els 100 grans finlandesos de la cadena. El 2010, com a part d'una sèrie anomenada The Britannica Guide to the World's Most Influential People, Torvalds va ser inclòs entre els 100 inventors més influents de tots els temps (ISBN 9781615300037).
L'11 d'octubre de 2017, l'empresa Linux SUSE va fer una cançó titulada "Linus Said".